# Лена Гентшель
Лена Гентшель (нім. Lena Hentschel, нар. 17 червня 2001) — німецька стрибунка у воду, бронзова призерка Олімпійських ігор 2020 року, чемпіонка Європи.

## Виступи на Олімпіадах
| Олімпіада  | Дисципліна                                | Місце |
| ---------- | ----------------------------------------- | ----- |
| Токіо 2020 | синхронні стрибки з 3-метрового трампліна | 3     |